# Địa lý Afghanistan
Afghanistan là một quốc gia có nhiều núi, không có biển vị trí ở trong Nam Á và trung tâm châu Á. Đất nước xếp thứ 40 trên thế giới về kích thước. Kabul là thủ đô và thành phố lớn nhất của Afghanistan, nó nằm trong tỉnh Kabul. Nằm tại vị trí chiến lược tại ngã tư của những tuyến đường thương mại chính, Afghanistan đã thu hút hàng loạt kẻ xâm lược kể từ thế kỉ 6 trưóc công nguyên.
Dãy núi Hindu Kush, chạy từ bắc tới nam băng qua đất nước, chia nó thành 3 khu vực chính: 1: Cao nguyên trung tâm, chiếm khoảng 2/3 diện tích đất nước; 2: Cao nguyên Tây Nam, chiếm 1/4 diện tích đất; và 3: khu vực nhỏ nhất phía Bắc bằng phẳng vùng chứa đất đai màu mỡ nhiều nhất cả nước.
Độ cao so với mặt nước biển thường dốc từ tây bắc đến tây nam, theo hình dáng chung của rặng Hindu Kush, từ điểm cao nhất của nó trong dãy Pamir gần biên giới Trung Quốc tới độ cao thấp nhất so với mặt biển gần biên giới với Uzbekistan. Phía bắc, tây và tây nam không có hàng rào núi với những quốc gia láng giềng. Những đồng bằng phía bắc ăn sâu vào những những đồng bằng của Turkmenistan. Trong phía tây và tây nam, những cao nguyên và hoang mạc quyện vào những cao nguyên của Iran. Afganistan là nơi nằm trên mảng kiến tạo Á-Âu. Hành lang Wakhan và phần còn lại của đông bắc Afghnistan, bao gồm Kabul, bị năm trong một vùng hoạt động địa chất. Trên một tá trận động đất đã xãy ra trong suốt thế kỉ 20.